# خلـيل كولاك
خلـيل كولاك (بالتركية: Halil Çolak؛ بالهولندية: Halil Çolak) هو لاعب كرة قدم تركي وهولندي في مركز نصف الجناح، ولد في 29 يناير 1988 في البيرة في تركيا. لعب مع تفينتي أنشخيدة وشانلي أورفا سبور وغو أهد إيغلز ونادي أوترخت ونادي بلدية آكهيسار سبور ونادي قاسم باشا ونادي كامبور.

## وصلات خارجية
- خلـيل كولاك على موقع اتحاد تركيا (لاعب) (الإنجليزية)
- خلـيل كولاك على موقع قاعدة بيانات كرة القدم.إي يو (الإنجليزية)
- خلـيل كولاك على موقع Soccerway.com (الإنجليزية)
- خلـيل كولاك على موقع عالم كرة القدم.نت (الإنجليزية)